# City of Matlosana
City of Matlosana – gmina w Republice Południowej Afryki, w Prowincji Północno-Zachodniej, w dystrykcie Dr Kenneth Kaunda. Siedzibą administracyjną gminy jest Klerksdorp.